# فاندرلي
فاندرلي هو لاعب كرة قدم برازيلي في مركز الدفاع، ولد في 19 أكتوبر 1982 في Iaçu ‏ في البرازيل. لعب مع باوليستا وريد بل براغانتينو ونادي أنابولينا ونادي إيبيتانغا ونادي بوليفار ونادي بيلينينسش ونادي كاشياس دو سول ونادي ميراسول.